# ليندسي فوكس
ليندسي فوكس (بالإنجليزية: Lindsay Edward Fox)‏ هو شخصية أعمال وسائق شاحنة أسترالي، ولد في 19 أبريل 1937 في سيدني في أستراليا.

## وصلات خارجية
- ليندسي فوكس على موقع AustralianFootball.com (الإنجليزية)
- ليندسي فوكس على موقع AFLtables.com (الإنجليزية)